# Бурковский, Александр Оттович
Александр Оттович Бурковский (19 февраля 1874, Ровно — 31 августа 1921, Польша) — русский и украинский военный  деятель,  полковник (1916); генерал-хорунжий (1920).  Герой Первой мировой войны, участник Русско-японской войны и Гражданской войны в армии УНР.

## Биография
В службу вступил  вольноопределяющимся II разряда в 165-й  Ковельский пехотный резервный полк после окончания Белостокского реального училища. В 1894 году после окончания Чугуевского военного училища по II разряду произведён в подпоручики и выпущен в Ставропольский 74-й пехотный полк.
С 1904 года участник Русско-японской войны, за боевые отличия был произведён  в поручики и  в штабс-капитаны, командир роты Сибирского 22-го стрелкового полка. С 1914 года участник Первой мировой войны, подполковник — командир батальона 74-го Ставропольского пехотного полка, был дважды ранен.  В 1916 году произведён в полковники, с 1917 года командир 467-го Кинбурнского пехотного полка и 465-го Уржумского пехотного полка.

Высочайшим приказом от 10 декабря 1915 года за храбрость награждён Георгиевским оружием: 
За то, что  16-го июля 1915 года, командуя батальоном, когда противник занял окопы трёх рот полка из резерва перешёл в контр-атаку, лично ведя батальон, выбил германцев из окопов, и заняв их восстановил прежнее положение. При контр-атаке взял в плен 1 офицера и 70 нижних чинов германцев

Приказом по Армии и Флоту от 6 сентября 1917 года  за храбрость был награждён орденом Святого Георгия 4-й степени: 
За отличие и храбрость против германцев проявленные в боях в 1917 году будучи полковником и командиром 465-го пехотного Уржумского полка
После Октябрьской революции, с 1918 года в армии УНР — командовал бригадой и дивизией. 5 октября 1920 года произведён в генерал-хорунжии. 31 августа 1921 года погиб в автокатастрофе, похоронен в Варшаве.

## Награды
- Орден Святого Станислава 2-й степени с мечами (Мечи — ВП 4.03.1915[4])
- Орден Святой Анны 2-й степени с мечами (ВП 4.03.1915[5])
- Орден Святого Владимира 4-й степени  с мечами и бантом[6]
- Георгиевское оружие (ВП 10.12.1915)
- Орден Святого Георгия 4-й степени (ВП 06.09.1917)
- Георгиевский крест 4-й степени с лавровой ветвью (1917) — за бои с 23 по 30 июня 1917 года под Станиславовом